# موانا (أرومية)
موانا هي قرية آشورية مسيحية في مقاطعة أرومية، إيران. عدد سكان هذه القرية هو 1,134 في سنة 2006.

## معرض الصور

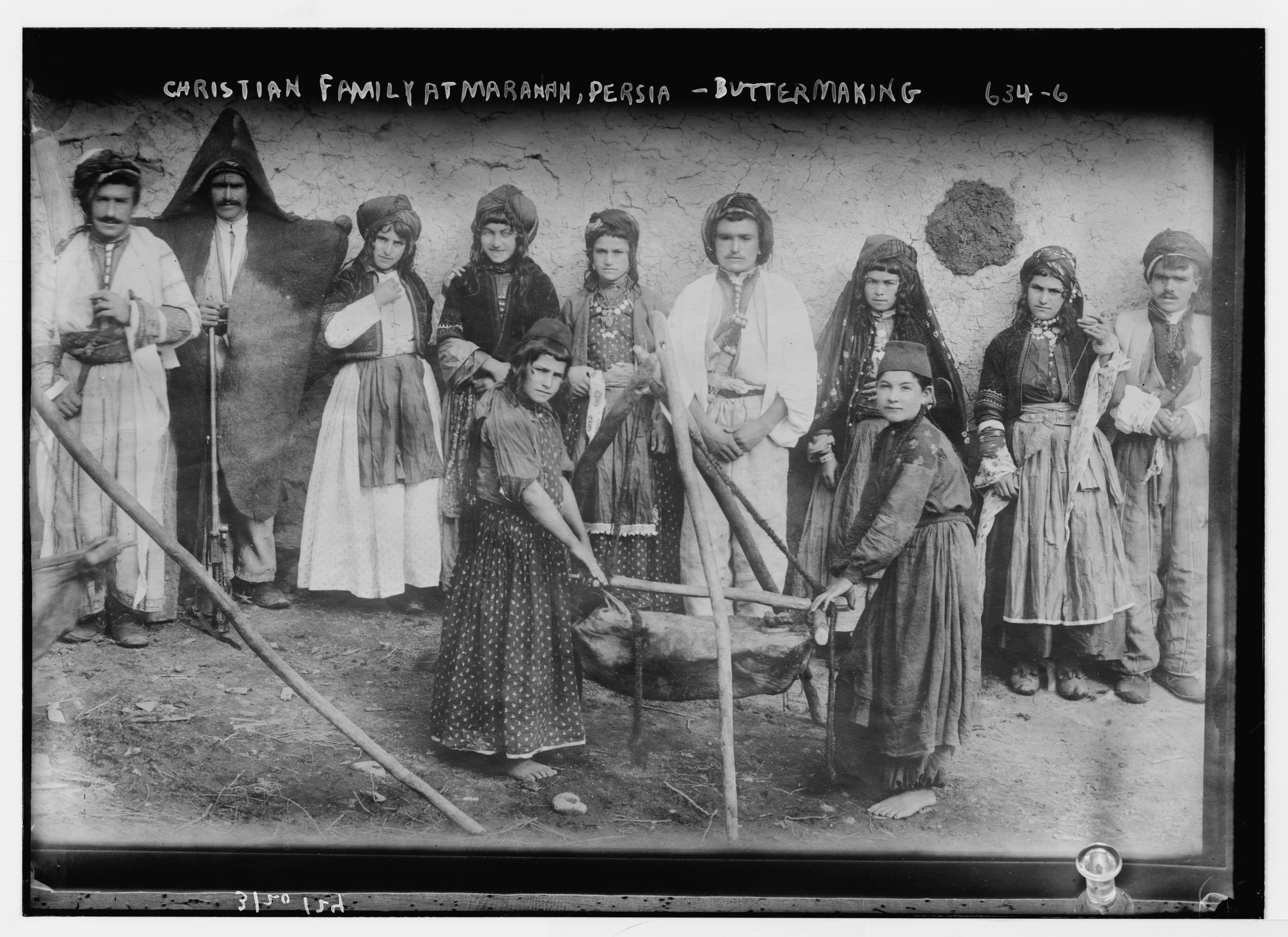
صورة تاريخية لعائلة آشورية من موانا
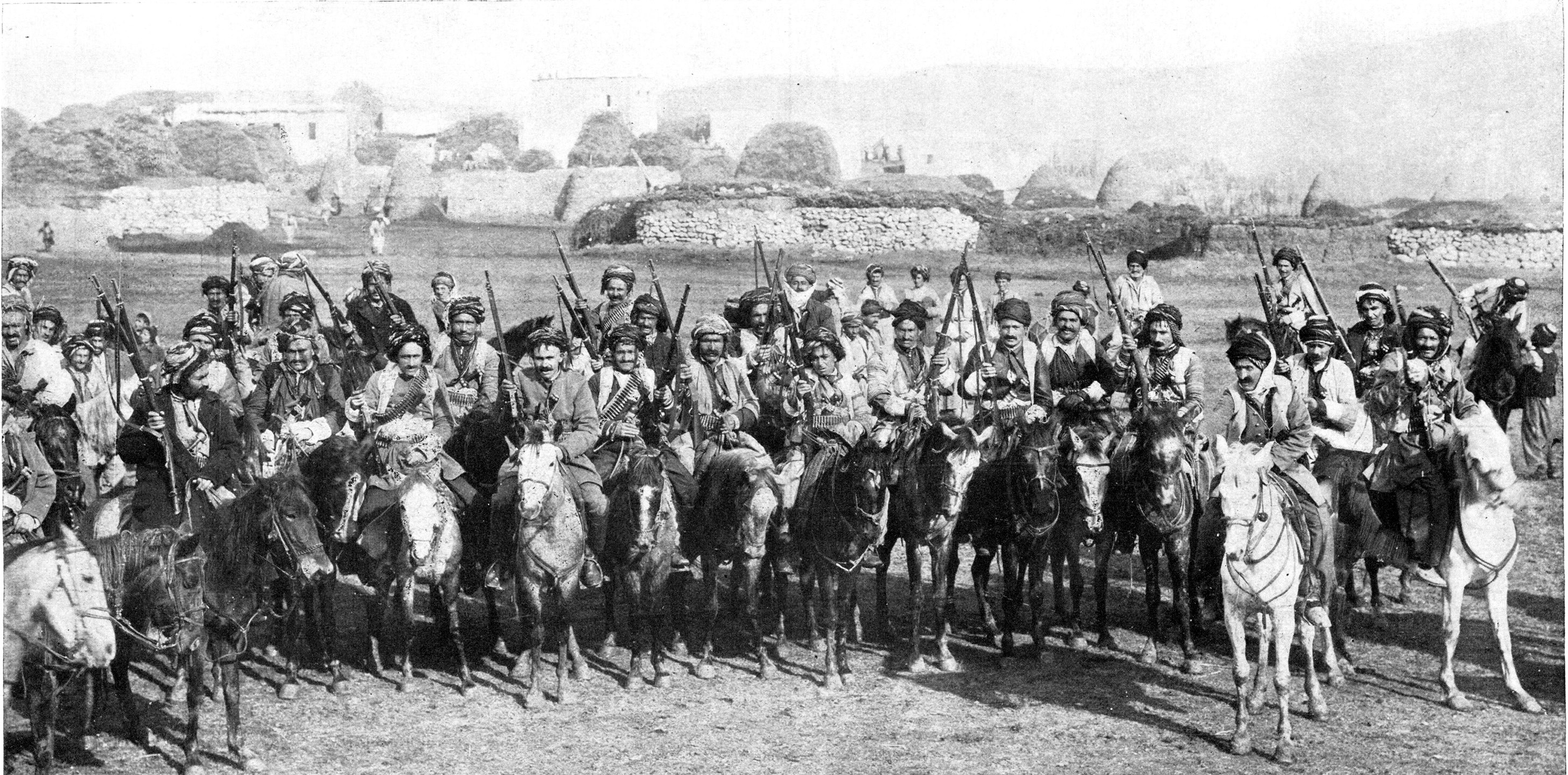
صورة من عام 1890 لآشوريون من موانا، ويظهر في الصورة عدد من شيوخ العشائر الآشورية